# Kirstine Barfod
Kirstine Barfod (* 1979) ist eine dänische Filmproduzentin. Sie wurde für den Dokumentarfilm Klinik im Untergrund – The Cave 2020 für den Oscar nominiert und mit dem Emmy ausgezeichnet.
Barfod begann ihre filmische Karriere mit der Produktion des Dokumentar-Musikfilms Kidd Life von Andreas Johnsen. Sie absolvierte 2016 die dänische Filmschule Super16 mit Honey, Dont Quit Your Day Job. Im selben Jahr produzierte sie den Film Venus, der für die beiden dänischen Filmpreise Bodil und Robert nominiert wurde. 2019 erschien der von ihr produzierte Dokumentarfilm Klinik im Untergrund – The Cave (The Cave, Regie: Feras Fayyad) auf dem Toronto International Film Festival. Der Film wurde als bester Dokumentarfilm für den Oscar 2020 nominiert und mit einem Emmy ausgezeichnet.